# Ermengarda Turška
Ermengarda Turška (Ermengarde) bila je kći Huga, grofa Toursa. U listopadu 821., Ermengarda se udala za Lotra I., koji je bio karolinški car. Godine 849., Ermengarda je darivala opatiju u Elzasu.
Ermengardina i Lotarova djeca:
- Ludovik II., car Svetog Rimskog Carstva
- Hiltruda
- Berta
- kći
- Gizela
- Lotar II. Lotarinški
- Rotruda
- Karlo Provansalski